# Todos comen
Todos comen fue una serie de televisión de comedia dramática argentina emitida por Canal 3. La serie narra la historia de un grupo de trabajadores que deciden formar un cooperativa a partir del quiebre del restaurante donde trabajaban. Estuvo protagoniza por Cristina Alberó, Facundo Espinosa, Diego Gentile, Lorena Vega, Ana Carolina Barraza, Agustín Suárez y Pepe Novoa. Fue estrenada el sábado 2 de julio de 2016.

## Sinopsis
La serie cuenta la vida de un grupo de trabajadores de un restaurante de muchos años en el mercado gastronómico que entrará en crisis debido al vaciamiento sistemático que su dueño realiza. De esta manera, el restaurante quiebra y todos sus trabajadores quedan en la calle. Ante esta sorpresiva quiebra los trabajadores deciden organizarse y formar una cooperativa para salir adelante.

## Elenco

### Principal
- Cristina Alberó como María Eva
- Facundo Espinosa como Fernando
- Diego Gentile como Agustín González
- Lorena Vega como Julieta
- Ana Carolina Barraza como Guadalupe
- Agustín Suárez como Ricardo Sosa
- Pepe Novoa como Carlos

### Secundario
- Sol Estevanez como Antonella Leguizamón
- Edgardo Moreira como Chango
- Melina Petriella como Laura Urrutia
- Mariano Argento como Saldívar
- Joaquín Berthold como Sergio
- Noemí Morelli como Blanca
- Daniela Nirenberg como Mora

### Participaciones
- María Ibarreta como Marta
- Claudio Garcia Satur como El Colo
- Beatriz Dellacasa como Diana de la Torre
- Ezequiel Tronconi como Marcelo
- Néstor Sánchez como Arturo
- Ana Pauls como María Eva (Joven)
- Nicolás Dominici como El Colo (Joven)
- Matías Scarvaci como Marino
- Francisco González Gil como Daniel
- Julián Ponce Campos como Alejo
- Natalia Señorales como Karina
- Ignacio Rodríguez de Anca como Gonzalo
- Pablo Carnaghi como Cliente
- Pablo Pirrotta como Mafioso
- Penélope Canónico como Camila
- Agustín Díaz como Lucas
- Iván Ezquerré como Raúl Tarico
- Alejandro Polledo como Cura
- Gabriela Pastor como Periodista

## Episodios
| N.º | Título        | Dirigido por  | Escrito por     | Fecha de emisión original |
| --- | ------------- | ------------- | --------------- | ------------------------- |
| 1   | «Episodio 1»  | Gustavo Cotta | Marcos Villalón | 2 de julio de 2016        |
| 2   | «Episodio 2»  | Gustavo Cotta | Marcos Villalón | 9 de julio de 2016        |
| 3   | «Episodio 3»  | Gustavo Cotta | Marcos Villalón | 16 de julio de 2016       |
| 4   | «Episodio 4»  | Gustavo Cotta | Marcos Villalón | 23 de julio de 2016       |
| 5   | «Episodio 5»  | Gustavo Cotta | Marcos Villalón | 30 de julio de 2016       |
| 6   | «Episodio 6»  | Gustavo Cotta | Marcos Villalón | 6 de agosto de 2016       |
| 7   | «Episodio 7»  | Gustavo Cotta | Marcos Villalón | 13 de agosto de 2016      |
| 8   | «Episodio 8»  | Gustavo Cotta | Marcos Villalón | 20 de agosto de 2016      |
| 9   | «Episodio 9»  | Gustavo Cotta | Marcos Villalón | 27 de agosto de 2016      |
| 10  | «Episodio 10» | Gustavo Cotta | Marcos Villalón | 3 de septiembre de 2016   |
| 11  | «Episodio 11» | Gustavo Cotta | Marcos Villalón | 10 de septiembre de 2016  |
| 12  | «Episodio 12» | Gustavo Cotta | Marcos Villalón | 17 de septiembre de 2016  |
| 13  | «Episodio 13» | Gustavo Cotta | Marcos Villalón | 24 de septiembre de 2016  |